# マグダ・ナフマン・アチャリャ
マグダ・ナフマン・アチャリャ（Magda Maximilian Nakhman Acharya、ロシア語:Магда Максимилиановна Нахман Ачария、1889年7月20日 - 1951年2月12日）は、ロシア生まれの画家、イラストレーターである。インドの民族主義者でインド共産党の創立者の一人のマンダヤム・パルタサラティ・ティルマル・アチャリャ（Mandayam Parthasarathi Tirumal Acharya）の配偶者になった。

## 略歴

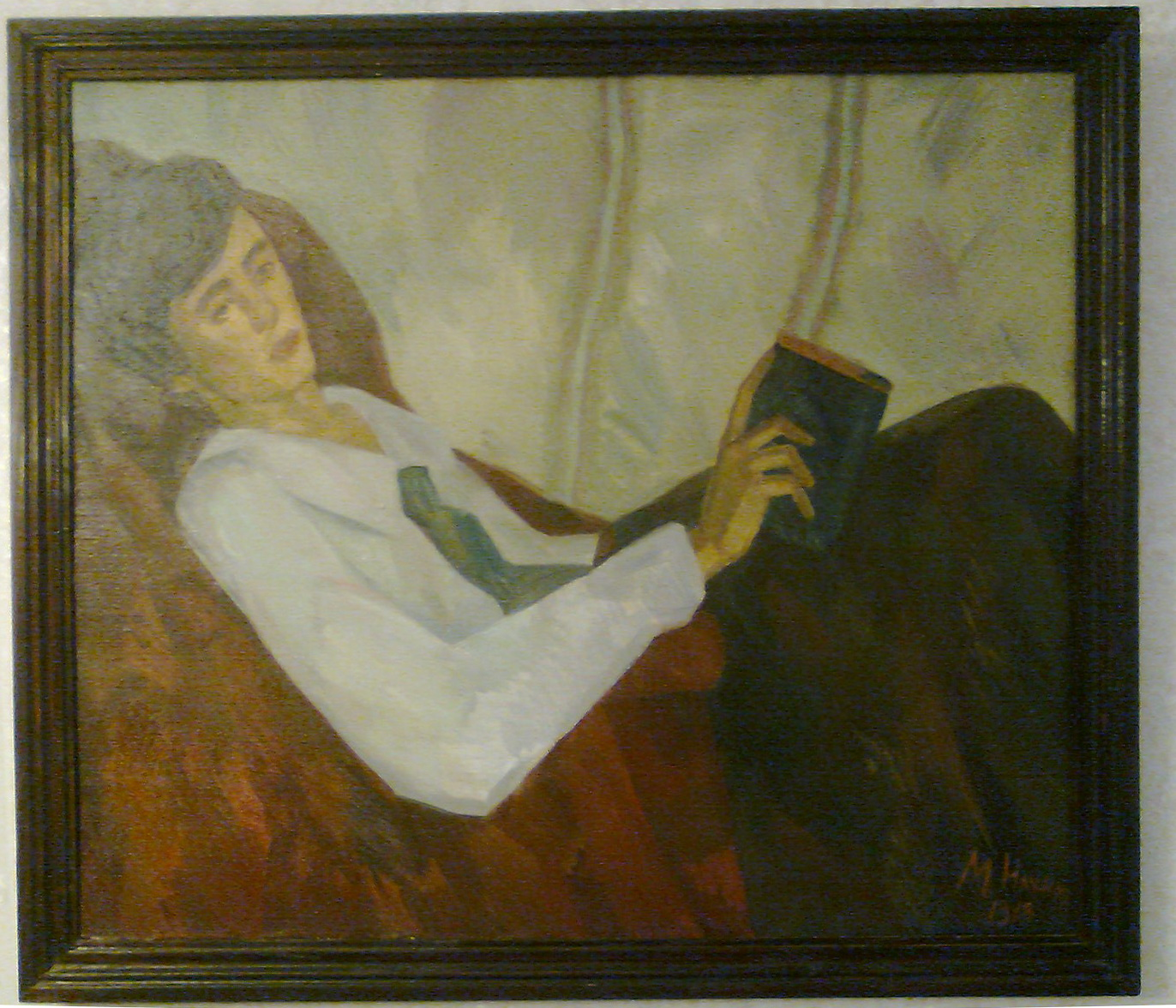
マグダ・ナフマン・アチャリャ作の詩人セルゲイ・エフロン（Sergei Efron）の肖像画

サンクトペテルブルクで生まれた。父親のマクシミリアン・ナフマン（Maximilian Nachman）はリガ出身のユダヤ人で、サンクトペテルブルクの大学で法律を学び、ドイツ領事館やアルフレッド・ノーベルの兄の会社などの法律顧問として働いた人物である。母親（Clara Emilia Maria von Roeder）はバルト・ドイツ人の家族の出身であった。
サンクトペテルブルクのドイツ人の子弟のための学校（Annenschule）を1906年に卒業した後、ロシア芸術家協会の絵画教室に通い始め、1907年から1913年の間はサンクトペテルブルクでエリザベタ・ズヴァンツェワ（Elizaveta Zvantseva:1864-192）が経営する美術学校でレオン・バクストやムスチスラフ・ドブジンスキー、クジマ・ペトロフ＝ヴォートキンに学んだ。1910年から展覧会に出展を始め、1913年に詩人のマクシミリアン・ヴォロシン（Maximilian Voloshin）のクリミアの別荘で詩人のマリーナ・ツヴェターエワと知り合い、肖像画を描いた。
1920年の秋に、モスクワでインドの民族主義者でインド共産党の創立者のマンダヤム・パルタサラティ・ティルマル・アチャリャ（Mandayam Parthasarathi Tirumal Acharya: 1887-1954）と出会い、1922年に結婚した。アチャリャ夫妻はベルリンに移り、ロシアから亡命していた文学者のウラジーミル・ナボコフとヴェラ・ナボコフ夫妻と付き合った。ナボコフの著書の挿絵も描いた。
1933年にヒトラーが権力を握った後、父親がユダヤ人であるナフマン・アチャリャとタミル人の夫にとって、ヨーロッパは安全なものでは無くなった。1934年に夫妻はイギリスのパスポートを取得して、最終的にムンバイに移り、芸術家として知られるるようになり、若いインド人芸術家の指導者となった。1951年にムンバイで亡くなった。